# آنتیمیلوس
آنتیمیلوس (به لاتین: Antimilos) یک جزیره در یونان است که در Milos Municipality واقع شده‌است. آنتیمیلوس ۰ نفر جمعیت دارد و ۶۷۱ متر بالاتر از سطح دریا واقع شده‌است.